# ФКІ Таллінн
Футбольний клуб «Інфонет» або просто «Інфонет» (ест. FCI Tallinn) — професіональний естонський футбольний клуб з міста Таллінн.

## Хронологія назв
- 2002-2010 — «Атлетик» (Таллінн)
- 2010-2016 — «Інфонет»
- 2016- наш час - «ФКІ Таллінн»

## Історія
Клуб був засновано 29 січня 2002 року під назвою ФК «Атлетик Таллінн». Футбольний клуб спочатку грав в нижчих дивізіонах чемпіонату Естонії. У 2008 році клуб виграв турнір в Лізі III, четвертою за силою ліги чемпіонату Естонії, завдяки чому піднявся в Лігу II. У своєму першому сезоні в Лізі II «Атлетик» посів друге місце в Зоні «Північний схід» чемпіонату Естонії, поступившись першим місцем ФК «Пуума». Посівши друге місце в лізі, клуб потрапив в плей-оф турніру, де спочатку в 1/2 обіграв ФК «ХЮЙК Еммасте», а потім ФК «Ворріор». У 2010 році, в дебютному для себе сезоні в Лізі II, команда відразу ж вийшла в Першу лігу. Напередодні старту в Еселііге в ФК «Атлетик» відбулися серйозні зміни: було придбано ряд кваліфікованих гравців, клуб був об'єднаний з іншим естонським клубом ФК «Берсі», після чого отримав свою сучасну назву ФК «Інфонет», а російський фахівець Олександр Пуштов був призначений головним тренером команди. У Есілііге ФК «Інфонет» посів друге місце, забивши сто один м'яч і поступився тільки столичному клубу «Калев», а нападник клубу Максим Роцков з 40 голами став найкращим бомбардиром турніру. Таким чином, клуб отримав право зіграти в плей-оф турніру з дев'ятою командою Мейстрілігі ФК «Куресааре», але поступився за сумою двох матчів, 0:1 вдома та 4:1 в гостях. Стало очевидним, що без відповідного посилення клуб ще був не готовий до виступу в еліті. Напередодні старту нового сезону в ФК «Інфонет» перейшов ряд досвідчених футболістів, які мали досвід виступу в Мейстріліге, а також ряд легіонерів з далекого зарубіжжя, і результати не змусили себе чекати: у 2012 році «Інфонет» посів перше місце в Есіліізі, набравши 83 очки, а івуарійський форвард Манучо, в тому ж році перейшов в «Інфонет» з «Нимме Калью», з 31 голом став найкращим бомбардиром турніру. Вигравши Есіліігу, клуб отримав право перейти до вищої ліги чемпіонату Естонії, в якій дебютував у 2013 році.
У дебютному для себе сезоні у вищій лізі чемпіонату виступив дуже гідно, посівши позицію в середині турнірної таблиці - шосте місце. У 2014 році «Інфонет» виступив ще краще, посівши п'яте місце, набравши рекордні для себе 66 очок і забивши 80 м'ячів за сезон. Івуарійський форвард Манучо з 30 забитими м'ячами знову став найкращим бомбардиром клубу і третім в списку бомбардирів чемпіонату. У сезоні 2015 року команда забила 50 голів і набрала 62 очка, посівши четверте місце.
13 липня 2015 року в рамках першого раунду кубку Естонії «Інфонет» переміг аматорський клуб «Віртс» з рекордним для європейського клубного футболу рахунком 36:0, тим самим повторивши рекорд шотландського футбольного клубу «Арброт» 130-річної давності.
21 травня 2016 року талліннський футбольний клуб «Флора» в фіналі кубка Естонії переміг ФК «Калев» (Сілламяе) в додатковий час з рахунком 3:0. Таким чином, четверта команда вищої ліги сезону 2015 року «Інфонет» отримала право представляти Естонію в єврокубках. Вперше у своїй історії команда виступала в першому кваліфікаційному раунді Ліги Європи сезону 2016/17 років, в якому його суперником був шотландський клуб «Гартс». Гра в Единбурзі закінчилася перемогою шотландців з рахунком 2:1, а в Таллінні також перемогу здобув «Гартс» - 2:4. У вересні стало відомо, що через вимоги УЄФА «Інфонет» змушений змінити назву і з наступного сезону буде мати назву «FCI Tallinn». За підсумками сезону команда вперше стала чемпіоном Естонії.

## Досягнення
- Мейстріліга
  -  Чемпіон (1): 2016

- Кубок Естонії
  -  Володар (1): 2016-17

- Суперкубок Естонії
  -  Володар (1): 2017

- Есілііга
  -  Чемпіон (1): 2012
  -  Срібний призер (1): 2011

- Ліга II (ФК «Атлетік» (Таллінн))
  -  Срібний призер (1): 2010

- Ліга III (ФК «Атлетік» (Таллінн))
  -  Чемпіон (1): 2009

- Ліга V (ФК «Атлетік» (Таллінн))
  -  Чемпіон (1): 2006

## Статистика виступів у національних турнірах
| Сезон | Ліга        | Поз | І  | В  | Н  | П  | ЗМ  | ПМ | РМ  | О  | Найкращий бомбардир          |
| --- | ----------- | --- | -- | -- | -- | -- | --- | -- | --- | -- | ---------------------------- |
| 2006 | V ліга      | 1   | 15 | 12 | 1  | 2  | 70  | 14 | +56 | 37 |                              |
| 2007 | III ліга    | 5   | 22 | 11 | 4  | 7  | 68  | 46 | +22 | 37 | Вадим Талама (14)            |
| 2008 | III ліга    | 7   | 20 | 7  | 3  | 10 | 36  | 46 | -10 | 24 |                              |
| 2009 | III ліга    | 1   | 22 | 21 | 1  | 0  | 113 | 28 | +85 | 64 | Олександр Алтосар (31)       |
| 2010 | II ліга     | 2   | 24 | 18 | 1  | 5  | 78  | 32 | +46 | 55 | Микола Глєбов (18)           |
| 2011 | Есілііга    | 2   | 36 | 19 | 11 | 6  | 101 | 47 | +54 | 68 | Максим Ричков (40)           |
| 2012 | Есілііга    | 1   | 36 | 26 | 5  | 5  | 94  | 33 | +61 | 83 | Манучо (31)                  |
| 2013 | Мейстріліга | 6   | 36 | 10 | 8  | 18 | 36  | 56 | -20 | 38 | Манучо (6)                   |
| 2014 | Мейстріліга | 5   | 36 | 19 | 9  | 8  | 80  | 44 | +36 | 66 | Манучо (30)                  |
| 2015 | Мейстріліга | 4   | 36 | 17 | 11 | 8  | 50  | 32 | +18 | 62 | Владислав Козлов (12)        |
| 2016 | Мейстріліга | 1   | 36 | 24 | 8  | 4  | 74  | 33 | +40 | 80 | Володимир Воскобойніков (12) |
| 2017 | Мейстріліга | 4   | 36 | 20 | 5  | 11 | 103 | 47 | +56 | 65 | Альберт Проса (27)           |
| І — ігри; В — перемоги, Н — нічиї, П — поразка, ЗГ — забиті м'ячі, ПМ- пропущені м'ячі, РМ — різниця м'ячів |             |     |    |    |    |    |     |    |     |    |                              |

## Статистика виступів на континентальних турнірах
| Сезон   | Турнір              | Раунд                        | Суперник   | Вдома | В гостях | Підсумковий |  |
| ------- | ------------------- | ---------------------------- | ---------- | ----- | -------- | ----------- |  |
| 2016/17 | Ліга Європи УЄФА    | Перший кваліфікаційний раунд | Гартс      | 2:4   | 1:2      | 3:6         |  |
| 2017/18 | Ліга чемпіонів УЄФА | Перший кваліфікаційний раунд | Гіберніанс | 0:2   | 0:1      | 0:3         |  |